# 쾌청한 하늘로의 유혹
《쾌청한 하늘로의 유혹》(일본어: 碧羅の天へ誘えど 헤키라노 소라에 이자나에도[*])는 KOTOKO의 15번째 싱글이다. 2010년 7월 7일 제네온 유니버설을 통해 발매되었다.

## 개요
- PS3, 엑스박스 360용 소프트 《BLAZBLUE -CONTINUUM SHIFT-》주제가.
- 이번에는 다른 번호 싱글과 같이 통상판・초회한정판 형태가 아닌 통상판만 발매되었다.

## 수록 곡
1. 碧羅の天へ誘えど [4:03]
작사 : KOTOKO, 작곡・편곡 : C.G mix
2. デジタルスネイル [4:30]
작사・작곡 :KOTOKO, 편곡 : 아라이 겐사
3. 碧羅の天へ誘えど －instrumental－
4. デジタルスネイル －instrumental－